# Богомолов, Николай Михайлович
Николай Михайлович Богомолов (1841—1888) — русский журналист, публицист и педагог, редактор журнала «Сотрудник народа».

## Биография
Николай Богомолов родился в 1841 году в семье богатого южно-русского откупщика. Получил хорошее домашнее образование, затем поступил в Императорском Харьковском университете, но, не окончив в нем курса, поступил учителем в городское училище.
С конца 1860-х годов он стал публиковаться в журнале «Грамотей», а с начала 1870-х годов сотрудничал в «Беседе» С. Юрьева и «Голосе» по внутреннему и экономическому отделам.
В 1879 году Богомолов примкнул к «Русскому курьеру» и оставался в нем деятельным сотрудником до разрыва редактора Виктора Александровича Гольцева с издателем Николаем Петровичем Ланиным.
Переселившись в 1880-х годах в Москву из деревни, Николай Михайлович Богомолов стал редактировать научно-популярный журнал «Сотрудник народа», переименованный потом в «Сотрудник», но вскоре (9 января 1888 года по старому стилю) умер от крупозного воспаления легких.
По взглядам Богомолов был непреклонным сторонником принципов, вынесенных им из эпохи 1860-х годов.